# Alitalia Express
Alitalia Express war eine italienische Regionalfluggesellschaft mit Sitz in Rom und ein Tochterunternehmen der Alitalia.

## Geschichte
Alitalia Express nahm ihren Betrieb als Nachfolgerin der Avianova, an der Alitalia beteiligt war, am 1. Oktober 1997 auf.
Im März 2003 wurde bekannt, dass Alitalia die Übernahme von Minerva Airlines, die ihren Flugbetrieb einstellte, in Betracht zog, um die vollständige Flotte an Turboprop-Maschinen der Alitalia Express auszugliedern. Diese Übernahme wurde allerdings nicht vollzogen und im September 2004 gab Alitalia stattdessen bekannt, zwölf Embraer 170 für Alitalia Express zu bestellen.
Im Rahmen der Neustrukturierung der Alitalia wurden ab Ende 2008 alle Embraer ERJ-145 und ATR 72 verkauft, damit reduzierte sich die Flotte der Alitalia Express drastisch von 30 auf 6 Maschinen.
Unter der neuen Betreibergesellschaft CAI wurde ab Herbst 2011 schließlich damit begonnen, die verbliebenen sechs Embraer 170 ersatzlos an die französische Régional zu übertragen. Gleichzeitig wurde die Schwestergesellschaft Alitalia CityLiner mit einer neuen und größeren Flotte ausgestattet. Zum Erhalt der Betriebslizenz und der Slots in Mailand überstellte die Muttergesellschaft allerdings nach Ausmusterung aller Flugzeuge der Alitalia Express einen Airbus A320-200 an diese.
Im Februar 2015 wurde die Gesellschaft aufgelöst und inklusive der Flotte in Alitalia integriert.

## Flugziele
Alitalia Express bediente zuletzt im Streckennetz der Alitalia hauptsächlich von Mailand aus neben Flügen zu mehreren Inlandszielen wie beispielsweise Neapel und Palermo auch einige europäische Flugziele wie Brüssel und Barcelona.

## Flotte
Mit Stand Februar 2015 bestand die Flotte der Alitalia Express aus einem Flugzeug des Typs Airbus A320-200, das für Alitalia betrieben wurde.